# Эспозито, Андреа
Андреа Эспозито (итал. Andrea Esposito; род. 17 мая 1986, Галатина, Апулия) — итальянский футболист, защитник. Игрок клуба «Латина».

## Карьера
Андреа Эспозито — воспитанник клуба «Лечче», в составе которой он выиграл два молодёжных чемпионата Италии, в 2003 и 2004 годах. 25 января 2004 года он дебютировал во взрослом чемпионате Италии в матче с «Лацио». В следующем сезоне он провёл ещё один матч, а через два сезона ещё две игры. В 2006 году главный тренер клуба, Роберто Риццо, отправил Эспозито в аренду в клуб «Самбенедеттезе». Летом 2007 года Эспозито вернулся в «Лечче» и помог клубу выйти из серии В в высший итальянский дивизион. 27 октября 2007 года Эспозито забил свой первый гол в матче с «Римини». 9 ноября 2008 года Эспозито забил свой первый мяч в серии А, принеся на последней минуте ничью с «Миланом» 1:1.
28 июля 2009 года «Дженоа» купил 50 % прав на Эспозито, заплатив 2,1 млн евро. Он дебютировал в составе генуэзцев 27 сентября 2009 года в матче с «Удинезе», заменив на 38-й минуте травмированного Джузеппе Бьява. 19 января 2010 года Эспозито на правах аренды перешёл в клуб «Ливорно».

## Международная карьера
Эспозито выступал на сборные Италии нескольких возрастов. 6 июня 2009 года он получил вызов в первую сборную Италии на товарищеский матч с Ирландией, однако на поле не вышел. Эспозито стал третьим игроком в истории «Лечче», вызванным в первую сборную.